# Шкала Апгар

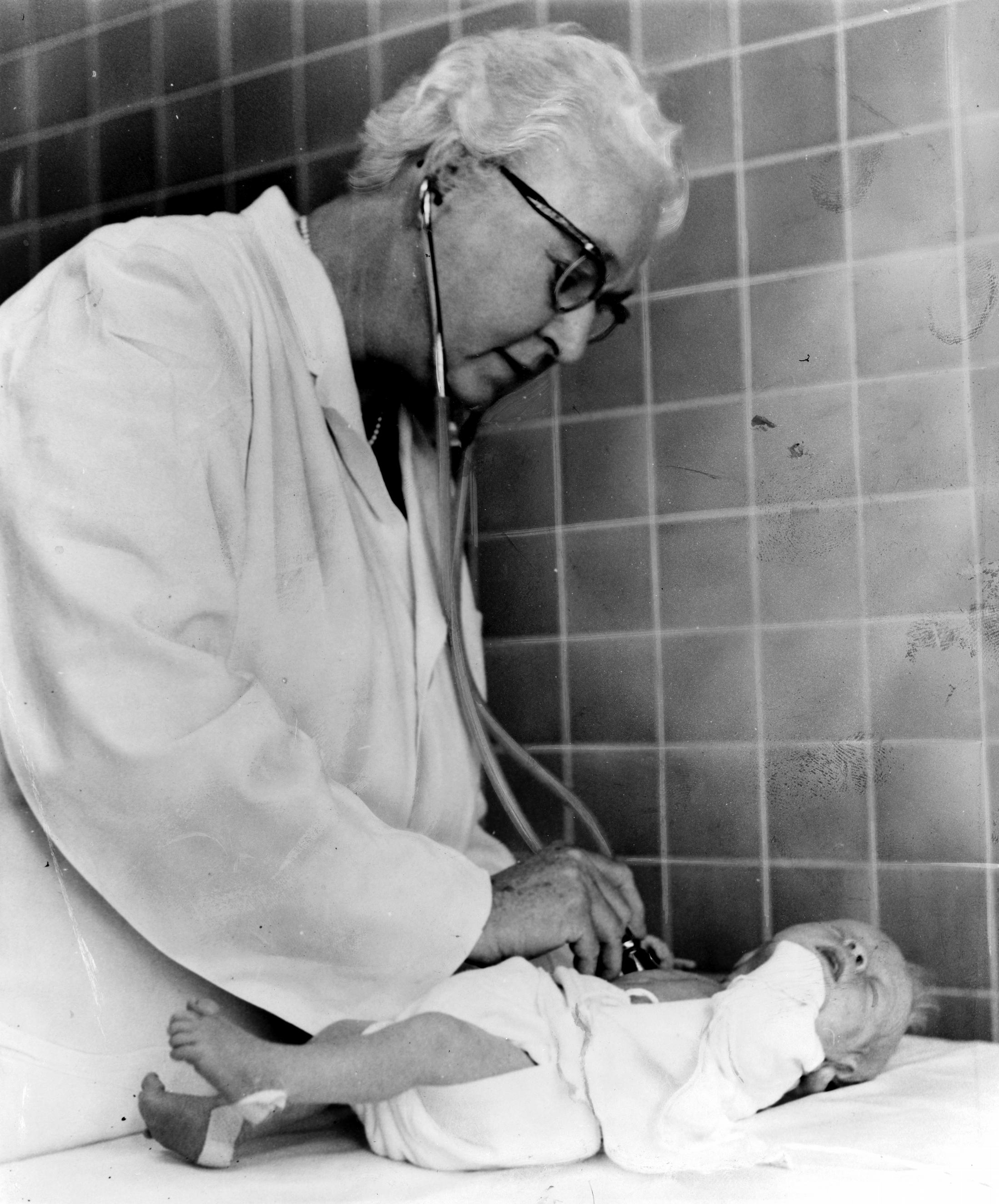
Вирджиния Апгар обследует новорождённого

А́пгар, Шкала́ А́пгар — система быстрой оценки состояния новорождённого.
На 27-м ежегодном конгрессе анестезиологов (1952) американский врач-анестезиолог Вирджиния Апгар впервые официально представила разработанную ею систему оценки состояния новорождённого на первых минутах жизни. Это простой метод для начальной оценки состояния ребёнка с целью выявления необходимости реанимационных процедур.
Шкала предполагает суммарный анализ пяти показателей, каждый из которых оценивается целочисленно в баллах от 0 до 2 включительно. Результат оценки может быть в диапазоне от 0 до 10.
Шкала Апгар является одним из трёх параметров, наряду с весом и ростом, которые сообщают родителям новорождённого.

## Критерии
Пять показателей для оценки по шкале Апгар:
|                                        | 0 баллов                                               | 1 балл                                                           | 2 балла                                                 |
| -------------------------------------- | ------------------------------------------------------ | ---------------------------------------------------------------- | ------------------------------------------------------- |
| Окраска кожного покрова                | Генерализованная бледность или генерализованный цианоз | Розовая окраска тела и синюшная окраска конечностей (акроцианоз) | Розовая окраска всего тела и конечностей                |
| Дыхание                                | Отсутствует                                            | Нерегулярное, крик слабый (гиповентиляция)                       | Нормальное, крик громкий                                |
| Частота сердечных сокращений           | <60 или отсутствует                                    | <100                                                             | >100                                                    |
| Реакция на раздражители                | Не реагирует                                           | Реакция слабо выражена (гримаса, движение)                       | Реакция в виде движения, кашля, чихания, громкого крика |
| Мышечный тонус и спонтанная активность | Отсутствует, конечности свисают                        | Снижен, некоторое сгибание конечностей                           | Выражены активные движения                              |

## Трактовка результатов
Данная оценка выполняется обычно на первой-пятой минуте после рождения и может быть повторена позднее, если результаты оказались низкими. Баллы менее 3 означают критическое состояние новорождённого, более 7 считается хорошим состоянием (норма).
Шкала Апгар была разработана для медперсонала с целью определить, каким детям требуется более тщательное наблюдение. Ребёнок, получивший 5 баллов, нуждается в более пристальном наблюдении, чем ребёнок, получивший от 7 до 10 баллов. Ребёнок, получивший 5-6 баллов спустя минуту после рождения, но через пять минут повысивший свой показатель до 7 — 10, переходит в категорию детей, о которых можно не беспокоиться. Ребёнок, начавший жизнь с пятью баллами по шкале Апгар и оставшийся при тех же 5 баллах через 5 минут после рождения, нуждается в более тщательном наблюдении. Идеальные 10 баллов встречаются редко.
Мнемоническое правило для англоговорящих специалистов (её в 1963 году ввёл в обиход педиатр Йозеф Буттерфилд):
- Appearance — внешний вид (цвет кожных покровов);
- Pulse (Heart Rate) — пульс ребёнка (частота сердечных сокращений);
- Grimace (Response to Stimulation) — гримаса, возникающая в ответ на раздражение;
- Activity (Muscle Tone) — активность движений, мышечный тонус;
- Respiration — дыхательные движения.

В немецкоговорящих странах распространён следующий акроним: Atmung, Puls, Grundtonus, Aussehen, Reflexe. Альтернативно: Aussehen, Puls, Gesichtsbewegungen, Aktivität, Respiration (Atmung).
Употребляется также следующий неологизм: American Pediatric Gross Assessment Record.
Испанский акроним: Apariencia, Pulso, Gesticulación, Actividad, Respiración.
В английском языке также в ходу следующее мнемоническое правило: How Ready Is This Child (дословно — насколько готов этот ребёнок), где:
- Heart rate — частота сердечных сокращений,
- Respiratory effort — дыхание,
- Irritability — рефлексы и раздражительность,
- Tone — мышечный тонус,
- Color — цвет кожи.

Контроль всех показателей проводится на первой, пятой и десятой минуте жизни после рождения.